# Франц Фердинанд фон Зикинген-Хоенбург
Франц Фердинанд фон Зикинген-Хоенбург (на немски; * 20 октомври 1638 във Фрайбург в Брайзгау; † 12 октомври 1687 в Ебнет във Фрайбург) е фрайхер, благородник от стария благороднически род фон Зикинген-Хоенбург от Крайхгау в Баден-Вюртемберг.
Той е син на фрайхер Франц Фридрих фон Зикинген-Хоенбург (1606 – 1659) и съпругата му Мария Естер фон Ощайн († 1690), дъщеря на Йохан Георг фон Ощайн († 1635) и Агнес Фауст фон Щромберг, дъщеря на Салентин Фауст фон Щромберг и Магдалена фон Шьонау. Внук е на Ханс Якоб фон Зикинген (1571 – 1611) и Сузана фон Райнах († 1637). Потомък е на Франц фон Зикинген (1481 – 1523).
Франц Фердинанд фон Зикинген-Хоенбург умира на 48 години на 12 октомври 1687 г. в Ебнет във Фрайбург.
Син му Казимир Антон фон Зикинген (* 14 юни 1684 в Ебнет, част от Фрайбург; † 29 август или 30 август 1750) е епископ на Констанц (1743 – 1750). Правнук му Йохан Непомук фон Зикинген-Хоенбург (1745 – 1795) e издигнат на 19 февруари 1790 г. на имперски граф.

## Фамилия
Франц Фердинанд фон Зикинген-Хоенбург се жени на 4 декември 1666 г. за фрайин Мария Франциска Кемерер фон Вормс-Далберг (* 1648; † 19 януари 1697, Фрайбург), дъщеря на Волфганг Хартман Кемерер фон Вормс-Далберг († 1654) и Мария Ехтер фон Меспелбрун († 1663). Те имат 12 деца, между тях:
- Фридрих Йохан Георг фон Зикинген (1668 – 1719), духовник
- Франц Петер фон Зикинген (1669 – 1736), духовник
- Фердинанд Хартман фон Зикинген-Хоенбург (* 1 януари 1673, Фрайбург; † 29 август 1743, Фрайбург), фрайхер на Зикинген-Хоенбург и императорски щатхалтер на Фрайбург, женен на 27 септември 1697 г. за Мария Елизабет Сидония Маршал фон Папенхайм (* 17 септември 1680; † 20 април 1734, Фрайбург)
- Мария Анна фон Зикинген-Хоенбург († 27 септември 1735, Ватвайлер), омъжена за фрайхер Йозеф Франц фон Райнах (* 12 април 1664, Прунтрут; † 30 януари 1729, Хирцбах при Алткирх)
- Мария Терезия Бенедикта фон Зикинген-Хоенбург (* 4 или 11 февруари 1682; † 9 ноември 1756 в Констанц), омъжена на 2 февруари 1699 г. за австрийския генерал Франц Кристоф фон Родт (* 24 март 1671, Фрайбург; † 21 март или 4 ноември 1743, Фрайбург); родители на четири сина, двама кардинали и епископи на Констанц и двама генерали
- Казимир Антон фон Зикинген (* 14 юни 1684 в Ебнет, част от Фрайбург; † 29 август или 30 август 1750), епископ на Констанц (1743 – 1750)